# Graciela Speranza

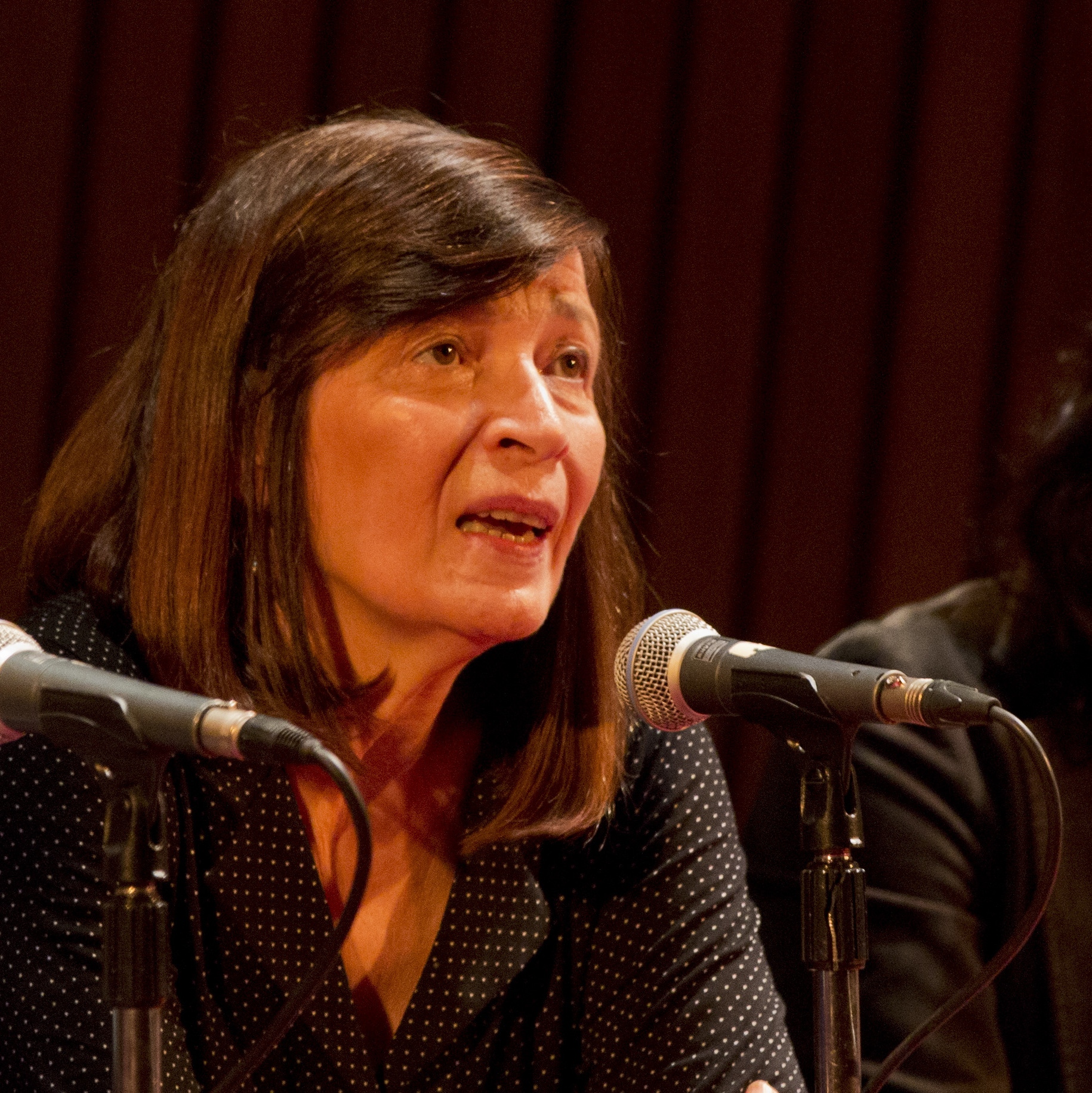
Graciela Speranza, 2015

Graciela Speranza (Buenos Aires, 1 de janeiro de 1957) é escritora, roteirista de cinema e doutora em Letras pela Universidade de Buenos Aires, onde leciona atualmente literatura argentina. Desde 2013, dirige ao lado de Marcelo Cohen a revista Otra Parte sobre arte e literatura. Speranza já colaborou com textos em diversos periódicos da argentina, como Clarín e Página 12. Em 2002, recebe uma bolsa do Guggenheim para desenvolver pesquisa sobre literatura argentina, artes visuais e cinema. Foi professora visitante na Universidade de Columbia, em 2014, com projeto de investigação chamado "Nuevas configuraciones del tiempo en la narrativa y el arte contemporâneos". Os ensaios, críticas e pesquisas sobre arte e literatura de Speranza abarcam um campo vasto, que vão desde a influência de Duchamp na literatura argentina ao debate sobre o Surrealismo na América Latina.  
Seu livro Altas portátil de América. Arte y ficciones errantes ganhou o prêmio Herralde da editora Anagrama. No prefácio Speranza explica a relação de seu ensaio com a exposição do filósofo Georges Didi-Huberman, Atlas. ¿Cómo llevar el mundo a cuestas?, no Museo Nacional Centro de Arte Reina Sofía, em 26 novembro de 2010 a 27 março de 2011. Didi-Huberman interpreta o Altas Mnemosyne de Aby Warburg e o procedimento da montagem nessa exposição. Speranza propõe um Atlas portátil composto por artistas e escritores diversos. Entre outros, cita os trabalhos Mario Bellatin, as pinturas de Guillermo Kuitca, as esculturas de   Tomás Saraceno, Francis Alÿs e de Doris Salcedo.

## Obras
- Graciela Esperanza, Beatriz Sarlo (Prólogo); Alejandra López (fotografias). Primera persona. Ed. Norma, 1995.
- Guillermo Kuitca. Obras 1982-1998. Conversaciones com Graciela Speranza. Ed. Norma, 1998.
- Razones intensas, Conversaciones sobre arte. Ed. (?), 1999.
- Manuel Puig: Después del fin de la literatura. Ed. Norma, 2000.
- Oficios ingleses. Ed. Norma, 2003. (Romance).
- En el aire. Buenos Aires: Alfaguara, 2010 (Romance).
- Fuera de campo. Literatura y arte argentinos después de Duchamp. Barcelona: Anagrama, 2006.
- Atlas portátil de América Latina. Arte y ficciones errantes. Barcelona: Anagrama, 2012.
- Dawn Ades; Rita Eder, Graciela Speranza (org.). Surrealism in Latin America: Vivísimo Muerto (Issues & debates). Getty Research Institute; (16 Oct. 2012).

#### Ensaios publicados naOtra Parte
- La carrera paciente de Lydia Davis: Micrometafísica de una literatura inclasificable[ligação inativa]
- Tiempo recuperado. Apropiación 2.0
- Entrevista Santiago Sierra
- Otra Parte semanal